# 雅成親王
雅成親王（1200年10月20日—1255年3月19日），是日本鎌倉時代初期的皇族，生父母是後鳥羽天皇及藤原重子，順德天皇的同母兄。他也是新三十六歌仙其中一人，有六條宮和但馬宮之稱。
建仁四年（1204年）受親王宣下，建曆二年（1212年）元服為三品親王，翌年結婚。承久三年（1221年）因承久之亂被被流配到但馬國，幽閉於城崎郡高屋（今兵庫縣豐岡市）。及後，雅成親王在嘉祿二年（1226年）出家。
雅成親王是一位優秀的歌人，有結集《雅成親王集》等作品，而《續後撰和歌集》中的勅撰和歌集也有他的作品。

## 相關項目
- 六條宮